# Harbor Command
Harbor Command è una serie televisiva poliziesca statunitense in 39 episodi prodotta dalla ZIV Television Programs e dalla United Artists Corporation e trasmessi in syndication per la prima volta nel corso di una sola stagione dall'11 ottobre 1957 al 4 luglio 1958.

## Trama
La serie, presentata da Bill Baldwin, è incentrata sulle vicende del capitano Ralph Baxter e del sergente della polizia marittima Jim Warren, impegnati a pattugliare le acque territoriali prospicienti una grande città, della quale non viene fatto il nome: gran parte degli episodi vennero girati a San Francisco e San Diego.

## Produzione
La serie fu prodotta dalla ZIV Television Programs e dalla United Artists Corporation, con l'assistenza delle autentiche autorità di polizia portuale delle varie città in cui vennero girati gli episodi.
I 39 episodi della serie sono conservati nell'archivio della Wisconsin Center for Film a Madison in formato pellicola 16mm.

## Registi
I registi della serie furono dieci: Lew Landers, che diresse 13 episodi, Derwin Abrahams, che ne diresse 11, Leon Benson e James Sheldon con 3 episodi ciascuno, Herbert L. Strock, Sutton Rolley e Roger Kay con 2 episodi ciascuno, Philip Ford, George Blair ed Eddie Davis con un episodio ciascuno.

## Sceneggiatori
Gli sceneggiatori della serie furono trentadue: Hendrik Vollaerts con 6 episodi, Lee Berg con 5 episodi, Lee E. Wells con 3 episodi, Leo A. Hendel, Vincent Fotre, Arthur Weiss, Don Ingalls, Don Clark, Roger Emerson Garris, Jack Rock, George Fass, Gertrude Fass, Herbert L. Strock, Howard J. Green, Richard Adam con 2 episodi ciascuno, John Kneubuhl, William Driskill, A. Sanford Wolfe, Irwin Winehouse, Irving H. Cooper, David Chandler, Jerome S. Gottler, P. K. Palmer, Robert Bassing, Bob Mitchell,  Stephen Lord, Ted Thomas, Jan Leman, Orville H. Hampton, Gene Roddenberry, William Driskill, Joel Rapp e Louis Vittes con un episodio ciascuno.

## Guest stars
Tra le guest star, oltre a Leonard Nimoy, si segnalano Ray Boyle, Jack Hogan, Joan Marshall, Peter Marshall, Joyce Meadows, Ed Nelson, Edmond O'Brien, Gary Vinson e John Vivyan.

## Home Video
Nel settembre del 2013 la Timeless Media Group ha fatto uscire per il mercato statunitense la serie completa dei 39 episodi in un cofanetto DVD, distribuito dalla MGM/United Artists. Gli episodi, oltre ad essere visibili nell'originale bianco e nero, sono stati proposti anche in versione colorizzata.

## Rifacimenti
Nel 1965 venne realizzato un remake canadese della serie, Seaway: acque difficili (Seaway).

## Episodi
| Stagione       | Episodi | Prima TV originale |
| -------------- | ------- | ------------------ |
| Prima stagione | 39      | 1957-1958          |